# Nebelwerfer
Nebelwerfer var ett raketartilleri som användes av tyskarna under andra världskriget. Det fanns olika modeller i olika kalibrar som byggdes mellan 1940 och 1945. NbW 41 hade kaliber 15 cm och sex rakettuber. NbW 42 som hade 21 cm kaliber och 5 rakettuber var utrustad med elektrisk avfyrning. Alla raketerna sköts iväg på 10 sekunder med en skottvidd på upp till 6 700 meter. De fenstabiliserade raketerna kunde vara laddade med rök, gas eller sprängmedel.
Vapnet togs egentligen fram redan vid 1930-talets början och var då en ren rökgranatkastare och till en början användes vapnet enbart för taktisk rökläggning, vilket förklarar namnet "dimkastare". Efter 1941 kunde även artilleriraketer skjutas iväg.  Eftersom vapnet röjde sin position vid avfyrandet drogs det snabbt iväg, då det i början var monterat på en kanonvagn, till en ny avfyrningsplats. Senare monterades vapnet på en SdKfz 4/1 Maultier (en bandvagn med styrhjul framtill). Panzerdivision ”Hermann Göring” använde i september 1943 vid försvaret av Salerno en bataljon NbW41 (tolv NbW42).
Nebelwerfer gavs av de allierade trupperna i väst öknamnet "Stönande Minnie" (Moaning Minnie) på grund av det ljud som raketerna åstadkom. De sovjetiska trupperna kallade vapnet för "åsnan" eller "Vanjusja" (lille Ivan).

## Varianter
- 10 cm Nebelwerfer 35
- 10 cm Nebelwerfer 40
- 15 cm Nebelwerfer 41
- 28/32 cm Nebelwerfer 41
- 21 cm Nebelwerfer 42
- 30 cm Nebelwerfer 42
- 8 cm Raketen-Vielfachwerfer
- Panzerwerfer